# Take a Chance on Me
«Take A Chance On Me» (en español: «Dame una oportunidad») es una canción y sencillo publicado por el grupo sueco ABBA. La canción viene incluida en el disco The Album, como segundo tema musical, además de ser la  segunda canción de música disco del grupo, llegando al top 3 del Billboard hot 100 

## La canción
Fue escrita solo por Benny y Björn y fue grabada el 16 de septiembre de 1977, en los estudios Marcus Music en Estocolmo, llamada primeramente "Billy Boy". La canción habla sobre una chica que le pide a un hombre que le de una oportunidad para poder demostrarle todo lo que puede hacer por él. El ritmo pegajoso de la canción fue puesto por Björn, quien mientras corría podía escuchar un sonido tipo "tck-a-ch", desarrolló la letra y llegó al resultado de «Take A Chance On Me».
Fue uno de los primeros sencillos en los que no colaboró su mánager Stig Anderson, sin embargo, esta canción rindió a ABBA un n.º 1 en Bélgica, el Reino Unido, Austria, México e Irlanda. Y gracias a un trabajo intenso de promoción en los Estados Unidos, «Take A Chance On Me» vendió más copias que Dancing Queen (su único n.º 1), a pesar de sólo haber llegado al n.º 3.
La canción forma parte actualmente del musical Mamma Mia!, basado en las canciones de ABBA. Comúnmente era interpretada por el grupo en sus tours de 1979 y de 1980.
Es la canción que más caracteriza a ABBA en los Estados Unidos (a pesar de haber tenido menos éxito que Dancing Queen).

## El vídeo
Fue hecho el 10 de enero de 1978, en los estudios de SVT en Estocolmo. Al principio la pantalla se divide en cuatro y cada uno ocupa un parte y comienzan a cantar la canción. También se muestra a Frida y Agnetha bailando y cantando alrededor de los chicos, que están sentados en dos sillas negras en un estudio en blanco. Fue dirigido por Lasse Hallström.
El vídeo actualmente está disponible en los formatos The Definitive Collection (DVD), The Last Video, ABBA Number Ones (DVD) y en ABBA Gold (DVD).

## Posicionamiento
| Lista                                     | Posición |
| ----------------------------------------- | -------- |
| Alemania Top 50 Airplay Singles Chart     | 1        |
| Austria Top 75 Singles Chart              | 1        |
| Bélgica Top 30 BRT Singles Chart          | 1        |
| Bélgica Top 30 Humo Singles Chart         | 1        |
| Costa Rica Top 50 Radio Uno Chart         | 1        |
| Finlandia Sousikki Singles Chart          | 1        |
| Irlanda Top 30 IRMA Singles               | 1        |
| Israel Top 40 Singles Chart               | 1        |
| México Lista de Sencillos Internacionales | 1        |
| UK Singles Chart                          | 1        |
| Eurochart Hot 100 Singles                 | 1        |
| Holanda Top 30 National Hitparade Singles | 2        |
| Holanda Dutch Top 40 Singles              | 2        |
| Zimbabue Top 20 Singles                   | 2        |
| Alemania Top 50 Sales Singles             | 3        |
| Billboard Hot 100                         | 3        |
| Suiza Top 100 Singles                     | 3        |
| E.U.A. Top 100 Cashbox Singles            | 5        |
| Danish Top 40 Singles                     | 6        |
| Nueva Zelanda Airplay Singles             | 6        |
| Sudáfrica Top 20 Springbok Singles        | 6        |
| Canadá RPM Adult Contemporany             | 7        |
| Canadá Top 50 Singles                     | 7        |
| España Los 40 Principales                 | 8        |
| Noruega Top 20 VG Singles                 | 8        |
| E.U.A. Billboard Adult Contemporany       | 9        |
| E.U.A. Top 100 Record World Singles       | 9        |
| Francia Top 30 Singles                    | 10       |
| Hong Kong Singles Charts                  | 10       |
| Portugal Top 10 Singles                   | 10       |
| Australia Top 50 ARIA Singles Chart       | 12       |
| Nueva Zelanda Top 40 RIANZ Singles        | 14       |
| Japón Top 100 Oricon Singles Chart        | 67       |

### Trayectoria en las listas
| Posición | 69 | 50 | 30 | 24 | 17 | 13 | 9 | 8 | 6 | 5 | 4 | 3 | 3 | 9 | 17 | 24 | 41 | 81 |

| Posición | 10 | 2 | 1 | 1 | 1 | 2 | 3 | 8 | 15 | 19 |

| Posición | 55 | 44 | 32 | 26 | 20 | 13 | 12 | 17 | 24 | 26 | 27 | 37 | 54 | 79 |

### Listas de fin de año
| País                             | Posición | Año  |
| -------------------------------- | -------- | ---- |
| Alemania                         | 15       | 1978 |
| Bélgica                          | 23       | 1978 |
| Israel                           | 36       | 1978 |
| Canadá                           | 55       | 1978 |
| Estados UnidosHot 100            | 32       | 1978 |
| Estados UnidosCash Box           | 47       | 1978 |
| Estados UnidosAdult Contemporany | 38       | 1978 |
| Francia                          | 72       | 1978 |
| Nueva Zelanda                    | 92       | 1978 |
| Países Bajos                     | 52       | 1978 |
| Reino Unido                      | 9        | 1978 |
| Suiza                            | 10       | 1978 |

## Certificaciones
| País           | Certificación | Ventas      |
| -------------- | ------------- | ----------- |
| Reino Unido    | Oro           | + 750 000   |
| Estados Unidos | Oro           | + 1 000 000 |

## Take a Chance on Me - versión de Erasure
«Take a Chance on Me» es un sencillo promocional publicado del grupo inglés de música electrónica Erasure, lanzado en 1992.

## Descripción
La versión de Erasure de Take a Chance on Me incluye un rap cantado por MC Kinky. Fue editado como sencillo promocional y también está incluido en el EP Abba-esque, del que fue su corte de difusión, que llegó al número uno de las listas británicas en 1992.

## Otras versiones
Otras bandas han hecho covers de ella como, por ejemplo, A*Teens. Se ha usado también en muchos eventos y en cadenas de televisión como ESPN.

## Lista de temas
| Take a Chance on Me 7" (PRCD 8645-2) |                                                 |                               |          |  |
| N.º                                  | Título                                          | Escritor(es)                  | Duración |  |
| 1.                                   | «Take a Chance on Me» (Edit)                    | Benny Andersson Björn Ulvaeus | 3:29     |  |
| 2.                                   | «Take a Chance on Me» (Wyro edit)               | Benny Andersson Björn Ulvaeus | 3:14     |  |
| 3.                                   | «Take a Chance on Me» (Take A Trance On Me Mix) | Benny Andersson Björn Ulvaeus | 13:22    |  |